# Zenodor (matemàtic)
|  | Per a altres significats, vegeu «Zenodor». |

Zenodor (grec antic: Ζηνόδωρος)  (Atenes, c. 200 aC - c. 140 aC) va ser un matemàtic grec del segle ii aC.

## Vida i obra
No es coneix res de la seva vida. Sabem que va escriure un tractat, avui perdut, titulat Sobre les figures isoperimètriques en el qual estudiava els polígons d'igual perímetre però diferent superfície i els sòlids d'igual superfície però diferent volum.
Coneixem el tractat gràcies a les referències de Teó d'Alexandria, Papos d'Alexandria i Díocles. Hi demostrava rigorosament (sota els estàndards de l'època) que el polígon de n costats i màxima superfície és un polígon regular.